# Паранормальне явище 3
Паранормальне явище 3 (англ. Paranormal Activity 3) — американський фільм жахів 2011 року, зрежисований Генрі Джустом і Еріелем Шульманом. Є приквелом до двох попередніх фільмів серії, дії відбуваються за 18 років до подій перших двох фільмів. Вийшов у прокат 21 жовтня 2011 року.

## Сюжет
Події беруть початок в 1988 році. Звичайна дитяча витівка, така собі традиція, яку серйозно сприймають тільки маленькі діти, обернулася всій родині недитячими наслідками. Дві дівчинки записали на відео сеанс виклику Кривавої Мері, і після цього в їх будинку починають відбуватися дивні речі.